# Circuito Brasileiro de Voleibol de Praia Masculino de 2009
O Circuito Brasileiro de Voleibol de Praia Masculino de 2009, também chamado de Circuito Banco do Brasil de Vôlei de Praia, foi a décima nona edição da principal competição nacional de Vôlei de Praia na variante masculina realizado de 11 de fevereiro a 29 de novembro, dividido em doze etapas, sediados em doze Estados diferentes.

## Resultados
| Evento                                                                   | Ouro                               | Prata                               | Bronze                              | Quarto lugar                          |
| 1ª Etapa Balneário Camboriú, Santa Catarina 11 a 15 de fevereiro de 2009 | /Alison Cerutti Harley Marques     | Bernardo Romano Rogério "Pará"      | /Bruno Oscar Schmidt Billy Maciel   | /Thiago Santos Jan Ferreira           |
| 2ª Etapa Santa Maria, Rio Grande do Sul 4 a 8 de março de 2009           | Pedro Cunha Pedro Solberg          | /Bruno Oscar Schmidt Billy Maciel   | /Alison Cerutti Harley Marques      | /Ricardo Alex Santos Emanuel Rego     |
| 3ª Etapa Curitiba, Paraná 18 a 22 de março de 2009                       | Fábio Luiz Magalhães Márcio Araújo | /Alison Cerutti Harley Marques      | /Ricardo Alex Santos Emanuel Rego   | Pedro Cunha Pedro Solberg             |
| 4ª Etapa São José dos Campos, São Paulo 1 a 5 de abril de 2009           | /Bruno Oscar Schmidt Billy Maciel  | Fábio Luiz Magalhães Márcio Araújo  | /Bruno de Paula Fernandão Magalhães | /Thiago Santos Jan Ferreira           |
| 5ª Etapa Vitória, Espírito Santo 10 a 14 de junho de 2009                | Fábio Luiz Magalhães Márcio Araújo | /Hevaldo Moreira Benjamin Insfran   | Pedro Cunha Pedro Solberg           | /Thiago Santos Jan Ferreira           |
| 6ª Etapa Belém, Pará 2 a 6 de setembro de 2009                           | /Alison Cerutti Harley Marques     | /Lipe Rodrigues Beto Pitta          | /Bruno Oscar Schmidt Pedro Solberg  | Fábio Luiz Magalhães Márcio Araújo    |
| 7ª Etapa Teresina, Piauí 16 a 20 de setembro de 2009                     | /Alison Cerutti Harley Marques     | Fábio Luiz Magalhães Márcio Araújo  | /Bruno Oscar Schmidt Pedro Solberg  | Rodrigo Saunders Hevaldo Moreira      |
| 8ª Etapa Fortaleza, Ceará 30 de setembro a 4 de outubro de 2009          | /Alison Cerutti Harley Marques     | Renatão “Geor” Jorge Terceiro "Gia" | /Ricardo Alex Santos Emanuel Rego   | /Benjamin Insfran Adriano Garrido     |
| 9ª Etapa João Pessoa, Paraíba 14 a 18 de outubro de 2009                 | /Alison Cerutti Harley Marques     | /Bruno Oscar Schmidt Pedro Solberg  | /Franco Neto Nalbert Bitencourt     | /Thomaz Klepper Luizão Correa         |
| 10ª Etapa Recife, Pernambuco 28 de outubro a 1 de novembro de 2009       | /Alison Cerutti Harley Marques     | Rodrigo Saunders Hevaldo Moreira    | Fábio Luiz Magalhães Márcio Araújo  | Renatão “Geor” Jorge Terceiro "Gia"   |
| 11ª Etapa Maceió, Alagoas 11 a 15 de novembro de 2009                    | /Alison Cerutti Harley Marques     | Fábio Luiz Magalhães Márcio Araújo  | Rhooney Ferramenta Fábio Guerra     | Rodrigo Saunders Hevaldo Moreira      |
| 12ª Etapa Salvador, Bahia 25 a 29 de novembro de 2009                    | /Alison Cerutti Harley Marques     | Fábio Luiz Magalhães Márcio Araújo  | /Ricardo Alex Santos Emanuel Rego   | /Bruno Oscar Schmidt Benjamin Insfran |

## Ranking final[15]
| Posição           | Equipe                                | Pontuação |
| ----------------- | ------------------------------------- | --------- |
| Medalha de ouro   | / Harley Marques Alison Cerutti       | 4120      |
| Medalha de prata  | / Fábio Luiz Magalhães Márcio Araújo  | 3520      |
| Medalha de bronze | / Pedro Solberg Bruno Oscar Schmidt   | 3080      |
| 4                 | / Ricardo Alex Santos Emanuel Rego    | 2720      |
| 5                 | Hevaldo Moreira Rodrigo Saunders      | 2500      |
| 5                 | Renatão “Geor” Jorge Terceiro "Gia"   | 2400      |
| 5                 | Rhooney Ferramenta Fábio Guerra       | 2400      |
| 5                 | / Jan Ferreira Thiago Santos          | 2380      |
| 9                 | / Franco Neto Nalbert Bitencourt      | 2260      |
| 9                 | / Benjamin Insfran Adriano Garrido    | 2200      |
| 9                 | / Fernandão Bruno de Paula            | 2080      |
| 9                 | / Beto Pitta Francisco "Lipe" Martins | 2040      |
| 13                | / Oscar Brandão Guto Dulinski         | 2000      |
| 13                | / Billy Pedro Grael                   | 1980      |
| 13                | Rogério Ferreira Bernardo Romano      | 1940      |
| 13                | Arthur Borin Raphael Berbieri         | 1780      |
| 13                | Júlio Cezar "Keko" Nelsinho Eickhoff  | 1760      |
| 13                | / Dagoberto "Juca" Zé Írio            | 1760      |
| 19                | / Giuliano "Xuxo" Tiago de Jesus      | 1700      |
| 19                | Paulo Emílio Silva Moisés Santos      | 1600      |
| 19                | / Luizão Corrêa Thomaz Klepper        | 1580      |
| 19                | / Celso Brunholi Fabiano Melo         | 1380      |
| 19                | / Ricardo Brandão Luciano Ferreira    | 1300      |
| 19                | Júlio César Juliano de Melo           | 1040      |

## Prêmios individuais
As melhores atletas da temporada foram:
| MVP (Most Valuable Player) | Harley Marques      | Distrito Federal |
| Melhor atacante            | Alison Cerutti      | Espírito Santo   |
| Melhor saque               | Harley Marques      | Distrito Federal |
| Melhor defesa              | Harley Marques      | Distrito Federal |
| Melhor bloqueio            | Alison Cerutti      | Espírito Santo   |
| Melhor levantador          | Márcio Araújo       | Ceará            |
| Melhor recepção            | Bruno Oscar Schmidt | Distrito Federal |
| Revelação                  | Rhooney Ferramenta  | Rio de Janeiro   |
| Melhor técnico             | Letícia Pessoa      | Rio de Janeiro   |